# Jastrebarski lugovi
Jastrebarski lugovi este o arie protejată (sit de importanță comunitară — SCI) din Croația întinsă pe o suprafață de 3.791,66 ha, integral pe uscat.

## Localizare
Centrul sitului Jastrebarski lugovi este situat la coordonatele 45°36′13″N 15°41′42″E / 45.603581°N 15.694955°E.

## Înființare
Situl Jastrebarski lugovi a fost declarat sit de importanță comunitară în iulie 2013 pentru a proteja 3 specii de animale.

## Biodiversitate
Situată în ecoregiunea continentală, aria protejată conține 3 habitate naturale: Lacuri eutrofice naturale cu vegetație de tip Magnopotamion sau Hydrocharition, Păduri de stejar sau de stejar și carpen sub-atlantice și medio-europene de Carpinion betuli, Păduri aluvionare cu Alnus glutinosa și Fraxinus excelsior (Alno-Padion, Alnion incanae, Salicion albae).
La baza desemnării sitului se află mai multe specii protejate:
- amfibieni (2): buhai de baltă cu burta roșie (Bombina bombina), izvoraș-cu-burta-galbenă (Bombina variegata)
- nevertebrate (1): Rosalia alpina

Pe lângă speciile protejate, pe teritoriul sitului au mai fost identificate 2 specii de plante.